# Hydrobromation
L'hydrobromation est une addition électrophile qui consiste à ajouter de l'acide bromhydrique (HBr) à un alcène pour former un bromure d'alkyle. Cette hydrohalogénation est couramment utilisée en chimie organique pour la synthèse de divers composés organiques, tels que les alcools, les aldéhydes et les cétones,,.
La compréhension de son mécanisme, de ses applications et de ses limites est essentielle pour la planification de synthèses efficaces et sélectives.

## Mécanisme et applications
L'hydrobromation est une addition électrophile, ce qui signifie que l'acide bromhydrique ajoute un atome d'hydrogène et un atome de brome à l'alcène. La réaction commence par la formation d'un complexe entre l'alcène et l'acide bromhydrique, suivie d'une attaque électrophile par l'acide bromhydrique sur l'alcène, qui conduit à la formation d'un carbocation intermédiaire. Le bromure d'alkyle est finalement formé par l'addition nucléophile du bromure sur le carbocation.
L'hydrobromation est largement utilisée en chimie organique pour la synthèse de divers composés organiques. Par exemple, la réaction peut être utilisée pour la synthèse d'alcools à partir d'alcènes en présence de peroxyde d'hydrogène comme catalyseur. Elle peut également être utilisée pour la synthèse d'aldéhydes et de cétones en utilisant des réactifs spécifiques tels que le diméthylsulfate (DMS) et la triphénylphosphine (PPh3).[réf. nécessaire]

## Régiosélectivité
Cette réaction peut conduire à la formation de régioisomères en fonction de l'alcène.